# Robert L. Shafer
Robert L. Shafer (* 10. Mai 1932 in Amery, Wisconsin) ist ein US-amerikanischer Rechtsanwalt und Lobbyist. Seit dem 8. Juni 2004 ist der Ritter des Souveränen Malteserordens der Ständige Beobachter des Ordens im Rang eines Botschafters bei den Vereinten Nationen in New York City.

## Leben
Shafer studierte an der St. John’s University in Collegeville, Minnesota und erhielt dort einen Bachelor of Arts (B.A.). Seinen Juris Doctor (J.D.) bekam er am College of Law der Georgetown University in Washington, D.C. Als Anwalt wurde er in die Bundesanwaltskammer, die Anwaltskammer des District of Columbia sowie die Anwaltskammer des State of Wisconsin aufgenommen.
Shafer ist verheiratet, seine Frau Ellen ist eine Dame des Malteserordens.
Shafer war 30 Jahre für Pfizer, einem weltweit vertretenen Pharmakonzern, tätig und bekleidete mehrere hohe Posten in dem Unternehmen. Unter anderem war er für Öffentlichkeitsarbeit und den Kontakt zur Regierung zuständig. Im Jahr 1996 ging er in den Ruhestand. Seit Juni 2004 ist er der Ständige Beobachter des Souveränen Malteserordens bei den Vereinten Nationen in New York City.